# Formica approximans
Formica approximans é uma espécie de formiga do gênero Formica, pertencente à subfamília Formicinae.